# مجلة إلكترونية

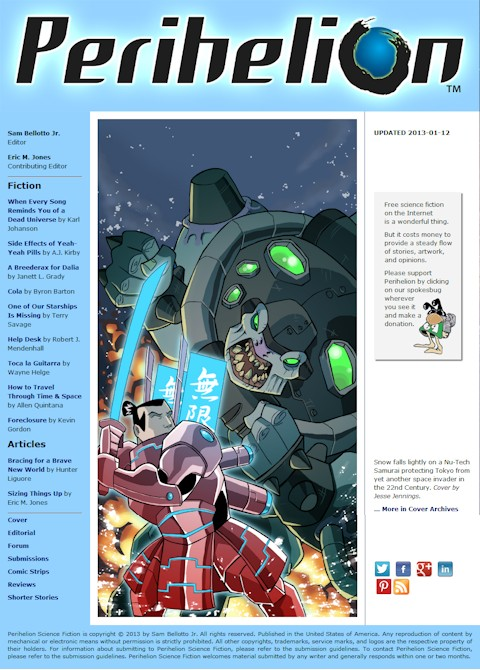
مجلة إلكترونية

مجلة إلكترونية مجلة إلكترونية أو e-zine [الإنجليزية] هي مجلة تصدر على شبكة الإنترنت .
تشارك المجلة الإلكترونية بعض خصائص المدونات والصحف الإلكترونية، ولكن يمكن تمييزها عن سواها من خلال نهج التحرير المتبع فيها. عادة تتعرض المقالة في المجلات لكثير من المراجعات والمراقبة لتتناسب مع الجودة التي ترغب بها جهة النشر بالإضافة إلى القارئ المستهدف.
أخذت المجلات الإلكترونية عدة أشكال بالصدور ومنها لغة ترميز النص الفائق ونسق المستندات المنقولة وإس دبليو إف. وتميزت نسخة HTML عن سواها لسهولة الوصول إلى محتواها وأيضا لتوفير خدمات الأرشفة بعكس النسخ الأخرى الفلاشية. وبخلاف ذلك صدرت بعض المجلات بصيغة PDF وهي عبارة عن نسخة كربونية للمجلة المطبوعة.
اتجهت كثير من المجلات المطبوعة إلى النشر الإلكتروني، وذلك بقصد توفير المادة والوقت، وفي أغسطس 2009 توقفت مجلة سوبر الإماراتية عن إصدار نسختها المطبوعة واتجهت إلى النشر الإلكتروني.

## الاستفادة الاقتصادية
غالبا توفر المجلات الإلكترونية تخويلات لا محدودة للزائر أو القارئ، بحيث يمكنه الوصول إلى أي معلومة ومنها الولوج إلى آخر الاخبار والمقالات والأرشيف بالإضافة إلى الوسائط والروابط التشعبية والتعليق على الأخبار والمقالات بالإضافة إلى الوسائط، ومن ناحية أخرى ظهرت مجلات أخرى حددت تخويلات الزائر بحيث تحدد له ما يمكن له مشاهدته وإن أراد الإستفادة من خدمات المجلة الأخرى عليه أن يقوم بإشتراك مادي ويكون عبارة عن مبلغ سنوي أو شهري يتم اقتطاعه عن طريق الكاش يو أو البطاقة الإئتمانية، وبعض المجلات الأخرى جعلت تخويلات الدخول إلى الوسائط مقننة بقيمة المبلغ الذي يدفعه المشترك.
ومن طرق الإستفادة الأخرى تعرض المجلة للزائر خدمة التخلص من الإعلانات المزعجة والنوافذ المنبثقة مقابل مبلغ مادي، وعلى أي حال هذه الطريقة أصبحت غير شائعة.